# Culiseta longiareolata
Culiseta longiareolata là một loài muỗi.

## Distribution
Loài này có thể được tìm thấy trong các nước sau::
- Albania
- Botswana
- Bulgaria
- Síp
- Djibouti
- Ai Cập
- Ethiopia
- Pháp
- Hy Lạp
- Hungary
- Ấn Độ
- Iran
- Iraq
- Israel
- Ý
- Jordan
- Liban
- Lesotho
- Mauritanie
- Maroc
- Namibia
- Pakistan
- Bồ Đào Nha
- România
- Nga
- Slovakia
- Somalia
- Cộng hòa Nam Phi
- Tây Ban Nha
- Sudan
- Syria
- Tajikistan
- Tunisia
- Thổ Nhĩ Kỳ
- Ukraina
- Yemen